# Жінки в Опус Деі
Жінки складають 57 % членів прелатури «Опус Деі». Роль та положення жінок в Opus Dei критикується в організаціїі поза нею за сегрегацію жінок, виконання ними обслуговуючої праці в організації, недопуск до вищого керівництва Опус Деї, заборону абортів та контрацепції..

## Сегрегаціячоловіків і жінок
Деякі з зауважень на гендерну тему були спрямовані конкретно щодо «Опус Деі». Бо є неодружені чоловічі та жіночі відокремлені типи членства, тобто контакт між статями обмежений: чоловіки та жінки в «Опус Деі» живуть в окремих центрах і відвідують окремі заняття та реколекції. Штаб-квартира «Опус Деі» в США має навіть окремі входи для чоловіків та жінок в будинок чоловіків та в будинок жінок, тобто чоловіки та жінки входять у будь-яку споруду через окремий вхід. Крім того, в «Опус Деі» існує підгрупа жіночих типів членства, відомих як помічниці, які виконують приготування їжі, прибирання, шиття та ведуть інше домашнє господарство, виконуючи це як свою професійну роботу та спосіб служіння іншим.

## Вчення про жінок
Члени «Опус Деі» підкреслюють, що чисельні помічниці прибирають у чоловічих і жіночих центрах. Однак критики зазначають, що «жінки прибирають для чоловіків», а «чоловіки ніколи не прибирають» за жінками. Критики також заперечують деякі моменти вчення Ескріви про жінок. Бо одного разу він написав: «Дружини, ви повинні запитати себе, чи не забуваєте ви трохи про свою зовнішність. Ваш обов'язок — і буде завжди — дбати про свій зовнішній вигляд так само добре, як і до одруження, — і це обов'язок справедливості». Так само Ескріва заявив, що «жінки не повинні бути вченими — їм досить бути розсудливими».

## Рівність чоловіків та жінок
«Опус Деі» та його прихильники відкидають будь-які пропозиції щодо їх «недоречної політики». Хоча вони визнають, що до жінок іноді ставляться інакше, ніж до чоловіків. Прихильники наголошують, що чоловіки та жінки, тим не менш, розглядаються як рівні. Прессекретар «Опус Деі» заявив, що організація віддана «рівності гідності чоловіків і гідності жінок». 
На думку одного члена, жінки не повинні вступати до робочої сили «Опус Деі» як «ще одна», а як «інша», враховуючи, що «єдина онтологічна різниця між людьми визначається статтю», і що турбота про сім'ю та хату є «надзвичайно жіночою» справою Прихильники стверджують, що «Опус Деі», акцентуючи увагу на роботі, є сильним захисником того, щоби жінки ставали професіоналками — на думку одного вченого, «Опус Деі має завидний досвід навчання жебраків та підтримки жінок, незалежно від того, чи одружені вони, чи ні, в будь-якому випадку жінки вибирають собі заняття».

## Жінки в управлінні «Опус Деі»
Прихильники також зазначають, що жінки беруть участь в управлінні «Опус Деі». Наприклад, Центральний консультативний орган «Опус Деі», що курує жіночу гілку «Опус Деі», повністю складається з жінок. Так, Джон Ален повідомляв, що половину керівних посад в «Опус Деі» займають жінки, вони наглядають і за чоловіками.

## Критика на адресу Католицтва
Багато докорів спрямовані не лише проти «Опус Деі», а й проти католицтва в цілому. Як і в решті католицької церкви, жінки не можуть приєднуватися до Священства або брати участь у найвищих рівнях церковного управління. Католицькі заборони на аборти та контрацепцію також критикуються. Хоча меншість римо-католиків виступає за зміну цих позицій, Опус Деі, як правило, розглядається як їх підтримка.

## Традиціоналістський підхід
Багато критиків виступають проти «Опус Деі», як у випадку з одним автором, який розглядає «Опус Деі» «як одну з найбільш реакційних організацій у Католицькій Церкві сьогодні … за її відданість просуванню в державній політиці негнучкого традиціоналістського підходу Ватикану до жінок та репродуктивного здоров'я». Тим часом ті, хто схвалюють політику Ватикану, аплодують позиції «Опус Деі» у цьому питанні.